# Mus musculus chinensis
Il topo ballerino (Mus musculus chinensis) è una sottospecie del topo comune (Mus musculus) risultata dalla selezione artificiale, a opera dell'uomo, di topi caratterizzati da una mutazione genetica dannosa per l'orecchio che comporta un udito ridotto e periodiche perdite di equilibrio. A quest'ultimo difetto si deve il loro caratteristico comportamento, ovvero l'abitudine di questi topi a eseguire di quando in quando una sorta di "danza" girando su sé stessi. I topi ballerini sono esclusivamente animali domestici e non sopravvivono in natura.

## Morfologia
Il corpo varia tra i 6 e i 12 cm senza coda. La coda invece può essere lunga fino a 10 cm.
La testa è lunga e piccola e presentano occhi tondi e neri (rossi se bianchi albini).
Il mantello è generalmente bianco con macchie nere ed il peso varia tra i 15 e 35 grammi. La durata della vita si aggira attorno ai 3 anni.
Gli incisivi sono a crescita continua. Per riconoscere il sesso, nei maschi è presente una lunga distanza tra l'organo genitale e l'ano, mentre nelle femmine è molto ravvicinata.

## Comportamento
Socievole, buono, vivace e prevalentemente notturno. Vive bene in gruppo dove può essere presente una gerarchia con un capobranco. È bene però evitare che il gruppo sia troppo numeroso, onde evitare risse e scontri mortali. 

## Alimentazione
È un animale onnivoro. La sua alimentazione sarà puntata quindi su alimenti secchi, non freddi né bagnati, come sementi, frutta, verdura, fieno, formaggio e pane secchi (non fresco) e acqua.
Frutta e verdura non vanno somministrate in abbondanza ma saltuariamente.
Come frutta la banana, la pesca, la pera, la mela ma anche frutta secca come noci e mandorle.
Come verdure la carota, i baccelli di fagioli e piselli, l'insalata, il radicchio.
Oltre all'acqua (potete aggiungerci cloro o aceto per evitare le proliferazioni batteriche), ogni tanto  è consigliato il latte, i succhi di frutta o il tè alla pesca. Se però non bevuti entro 24 ore toglierli per evitare fermentazione.
Se si presenta diarrea: eccesso di frutta e/o verdura, mal digestione di liquidi, colpi di freddo o infezioni in corso.

## Habitat
All'interno di una gabbia (o un acquario di vetro) di base troviamo mangiatoie e abbeveratoi, la lettiera composta da segatura e la casetta.
È importante inserire nella gabbia delle barrette di legno per farle rosicchiare ed evitare una crescita abnorme degli incisivi.
Questi topi amano anche fare dei bagni di sabbia per tenere pulito il pelo, per cui se volete aggiungete una vaschetta con della sabbia.
Dove è possibile aggiungete anche del fieno alla lettiera che assicura fibre nell'alimentazione e tiene caldo il fondo.
Consigliati inoltre alcuni giochi per stimolare l'animale (scalette, ruote, tunnel, gabbie con vari piani).

## Riproduzione
Il primo calore avviene verso i 2 mesi. La femmina presenta una vulva gonfia ed edematosa.
La gestazione dura circa 3 settimane, oscillando da 2 a 5 nel caso ci siano pochi o tanti cuccioli.
Il numero medio di cuccioli è di 6.
Alla nascita sono tutti rosa (senza pelo) e con gli occhi chiusi ma già con i denti.
Una volta nati è preferibile non toccarli: la madre potrebbe non riconoscere più il suo odore e potrebbe abbandonarli o ucciderli.
È consigliato isolare momentaneamente il maschio da prima del parto a quando i cuccioli siano già autosufficienti. In alcuni casi il maschio può uccidere i cuccioli per spingere la femmina di nuovo al calore.